# Serious Fraud Office
Le Serious Fraud Office (SFO) est une agence du Gouvernement du Royaume-Uni, rattachée aux services de l'Attorney General. Établi par le Criminal Justice Act de 1987, le Serious Fraud Office est responsable de l'enquête et de la poursuite des cas graves ou complexes de fraude et de corruption qui mettent en jeu des sommes supérieures à un million de livres sterling ou qui impliquent plusieurs juridictions nationales. Sa compétence s'étend sur l'Angleterre, le Pays de Galles et l'Irlande du Nord mais exclut l'Écosse, l'île de Man et les îles Anglo-Normandes.

## Activités et responsabilités
Le Serious Fraud Office (SFO) est une organisation spécialisée qui enquête uniquement sur les types de crimes économiques les plus graves. Par conséquent, une affaire potentielle doit répondre à certains critères avant d'être prise en charge. Lors de sa décision, le Directeur prend en compte toutes les circonstances de l'affaire et examine :
- les affaires qui compromettent le commerce/secteur financier britannique en général et la City de Londres en particulier ;
- les affaires où les pertes réelles ou potentielles sont importantes ;
- les affaires où les préjudices réels ou potentiels sont significatifs ;
- les affaires présentant un intérêt public très important ;
- les nouvelles formes de fraude.

La juridiction du Serious Fraud Office ne s'étend pas à l'Écosse, où les fraudes et la corruption sont enquêtées par Police Scotland via leur Division des crimes spécialisés, et les poursuites sont menées par l'Unité des crimes économiques du Crown Office and Procurator Fiscal Service.